# Andrea Hristov
Andrea Rosenov Hristov (in bulgaro Андреа Росенов Христов?; Sofia, 1º marzo 1999) è un calciatore bulgaro, difensore del Vizela.

## Biografia
Anche suo fratello gemello Petko Hristov è un calciatore professionista.

## Carriera

### Club
Si forma nelle giovanili del Levski Sofia e poi dello Slavia Sofia. Dal 2016 entra a far parte della rosa della prima squadra dello Slavia con cui gioca 54 incontri nella massima serie bulgara, esordendovi all'età di diciassette anni il 1º ottobre 2016 nella vittoria per 3-1 contro il Vereja.
Ha inoltre vinto la Coppa di Bulgaria 2017-2018, giocando anche la finale vinta ai rigori contro il Levski.
Il 29 gennaio 2019 viene ingaggiato in prestito dal Cosenza, club militante in Serie B.
A fine prestito fa ritorno allo Slavia, in cui milita per 2 anni e mezzo prima di fare ritorno (questa volta al titolo definitivo) al Cosenza.
Il 1º settembre 2022, Hristov passa alla Reggiana, in Serie C, con la formula del prestito con diritto di riscatto. Lungo la stagione 2022-2023, contribuisce alla vittoria del girone B e alla conseguente promozione nella serie cadetta della squadra granata.
Il 12 agosto 2023 passa in prestito al Potenza.

### Nazionale
Ha giocato nelle nazionali Under-17 e 19 della Bulgaria. Il 16 ottobre 2018 ha esordito nella nazionale Under-21, nella sconfitta esterna per 1-0 contro i pari età del Lussemburgo.

## Statistiche

### Presenze e reti nei club
Statistiche aggiornate al 13 maggio 2025.
| Stagione            | Squadra             | Campionato          | Campionato | Campionato | Coppe nazionali | Coppe nazionali | Coppe nazionali | Coppe continentali | Coppe continentali | Coppe continentali | Altre coppe | Altre coppe | Altre coppe | Totale | Totale |
| Stagione            | Squadra             | Comp                | Pres       | Reti       | Comp            | Pres            | Reti            | Comp               | Pres               | Reti               | Comp        | Pres        | Reti        | Pres   | Reti   |
| ------------------- | ------------------- | ------------------- | ---------- | ---------- | --------------- | --------------- | --------------- | ------------------ | ------------------ | ------------------ | ----------- | ----------- | ----------- | ------ | ------ |
| 2016-2017           | Slavia Sofia        | PL                  | 13+6       | 0          | CB              | 1               | 0               | UEL                | 0                  | 0                  | -           | -           | -           | 20     | 0      |
| 2017-2018           | Slavia Sofia        | PL                  | 20+6       | 2+1        | CB              | 5               | 0               | -                  | -                  | -                  | -           | -           | -           | 31     | 3      |
| 2018-gen. 2019      | Slavia Sofia        | PL                  | 12         | 0          | CB              | 2               | 0               | UEL                | 3                  | 0                  | SB          | 1           | 0           | 18     | 0      |
| gen.-giu. 2019      | Cosenza             | B                   | 3          | 0          | CI              | 0               | 0               | -                  | -                  | -                  | -           | -           | -           | 3      | 0      |
| 2019-2020           | Slavia Sofia        | PL                  | 17+1       | 0          | CB              | 1               | 0               | -                  | -                  | -                  | -           | -           | -           | 19     | 0      |
| 2020-2021           | Slavia Sofia        | PL                  | 26         | 1          | CB              | 4               | 0               | UEL                | 1                  | 0                  | -           | -           | -           | 31     | 1      |
| 2021- gen. 2022     | Slavia Sofia        | PL                  | 17         | 0          | CB              | 1               | 0               | -                  | -                  | -                  | -           | -           | -           | 18     | 0      |
| Totale Slavia Sofia | Totale Slavia Sofia | Totale Slavia Sofia | 105+13     | 3+1        |                 | 14              | 0               |                    | 4                  | 0                  |             | 1           | 0           | 137    | 4      |
| gen.-giu. 2022      | Cosenza             | B                   | 10+1       | 0          | -               | -               | -               | -                  | -                  | -                  | -           | -           | -           | 11     | 0      |
| 2022-2023           | Reggiana            | C                   | 10         | 1          | CI-C            | 0               | 0               | -                  | -                  | -                  | SC-C        | 1           | 0           | 11     | 1      |
| 2023-2024           | Potenza             | C                   | 16+2       | 0          | CI-C            | 1               | 0               | -                  | -                  | -                  | -           | -           | -           | 19     | 0      |
| 2024-2025           | Cosenza             | B                   | 19         | 1          | CI              | 1               | 0               | -                  | -                  | -                  | -           | -           | -           | 20     | 1      |
| Totale Cosenza      | Totale Cosenza      | Totale Cosenza      | 32+1       | 1          |                 | 1               | 0               |                    | -                  | -                  |             | -           | -           | 34     | 1      |
| Totale carriera     | Totale carriera     | Totale carriera     | 163+16     | 6          |                 | 16              | 0               |                    | 4                  | 0                  |             | 2           | 0           | 201    | 6      |

### Cronologia presenze e reti in nazionale

#### Nazionale maggiore
| Cronologia completa delle presenze e delle reti in nazionale ― Bulgaria | Cronologia completa delle presenze e delle reti in nazionale ― Bulgaria | Cronologia completa delle presenze e delle reti in nazionale ― Bulgaria | Cronologia completa delle presenze e delle reti in nazionale ― Bulgaria | Cronologia completa delle presenze e delle reti in nazionale ― Bulgaria | Cronologia completa delle presenze e delle reti in nazionale ― Bulgaria | Cronologia completa delle presenze e delle reti in nazionale ― Bulgaria | Cronologia completa delle presenze e delle reti in nazionale ― Bulgaria |
| Data                                                                    | Città                                                                   | In casa                                                                 | Risultato                                                               | Ospiti                                                                  | Competizione                                                            | Reti                                                                    | Note                                                                    |
| ----------------------------------------------------------------------- | ----------------------------------------------------------------------- | ----------------------------------------------------------------------- | ----------------------------------------------------------------------- | ----------------------------------------------------------------------- | ----------------------------------------------------------------------- | ----------------------------------------------------------------------- | ----------------------------------------------------------------------- |
| 31-3-2021                                                               | Belfast                                                                 | Irlanda del Nord                                                        | 0 – 0                                                                   | Bulgaria                                                                | Qual. Mondiali 2022                                                     | -                                                                       |                                                                         |
| 5-6-2021                                                                | Mosca                                                                   | Russia                                                                  | 1 – 0                                                                   | Bulgaria                                                                | Amichevole                                                              | -                                                                       |                                                                         |
| 8-6-2021                                                                | Saint-Denis                                                             | Francia                                                                 | 3 – 0                                                                   | Bulgaria                                                                | Amichevole                                                              | -                                                                       | 70’                                                                     |
| 2-9-2021                                                                | Firenze                                                                 | Italia                                                                  | 1 – 1                                                                   | Bulgaria                                                                | Qual. Mondiali 2022                                                     | -                                                                       |                                                                         |
| 5-9-2021                                                                | Sofia                                                                   | Bulgaria                                                                | 1 – 0                                                                   | Lituania                                                                | Qual. Mondiali 2022                                                     | -                                                                       | 90+4’                                                                   |
| 8-9-2021                                                                | Sofia                                                                   | Bulgaria                                                                | 4 – 1                                                                   | Georgia                                                                 | Amichevole                                                              | 1                                                                       |                                                                         |
| 9-10-2021                                                               | Vilnius                                                                 | Lituania                                                                | 3 – 1                                                                   | Bulgaria                                                                | Qual. Mondiali 2022                                                     | -                                                                       |                                                                         |
| 12-10-2021                                                              | Sofia                                                                   | Bulgaria                                                                | 2 – 1                                                                   | Irlanda del Nord                                                        | Qual. Mondiali 2022                                                     | -                                                                       |                                                                         |
| 11-11-2021                                                              | Odessa                                                                  | Ucraina                                                                 | 1 – 1                                                                   | Bulgaria                                                                | Amichevole                                                              | -                                                                       |                                                                         |
| 15-11-2021                                                              | Lucerna                                                                 | Svizzera                                                                | 4 – 0                                                                   | Bulgaria                                                                | Qual. Mondiali 2022                                                     | -                                                                       | 67’                                                                     |
| 26-3-2022                                                               | Al Rayyan                                                               | Qatar                                                                   | 2 – 1                                                                   | Bulgaria                                                                | Amichevole                                                              | -                                                                       |                                                                         |
| 29-3-2022                                                               | Al Rayyan                                                               | Croazia                                                                 | 2 – 1                                                                   | Bulgaria                                                                | Amichevole                                                              | -                                                                       | 85’                                                                     |
| 2-6-2022                                                                | Sofia                                                                   | Bulgaria                                                                | 1 – 1                                                                   | Macedonia del Nord                                                      | UEFA Nations League 2022-2023 - 1º turno                                | -                                                                       |                                                                         |
| 5-6-2022                                                                | Razgrad                                                                 | Bulgaria                                                                | 2 – 5                                                                   | Georgia                                                                 | UEFA Nations League 2022-2023 - 1º turno                                | -                                                                       | 90+7’                                                                   |
| Totale                                                                  |                                                                         | Presenze                                                                | 14                                                                      |                                                                         | Reti                                                                    | 1                                                                       |                                                                         |

#### Under-21
| Cronologia completa delle presenze e delle reti in nazionale ― Bulgaria under 21 | Cronologia completa delle presenze e delle reti in nazionale ― Bulgaria under 21 | Cronologia completa delle presenze e delle reti in nazionale ― Bulgaria under 21 | Cronologia completa delle presenze e delle reti in nazionale ― Bulgaria under 21 | Cronologia completa delle presenze e delle reti in nazionale ― Bulgaria under 21 | Cronologia completa delle presenze e delle reti in nazionale ― Bulgaria under 21 | Cronologia completa delle presenze e delle reti in nazionale ― Bulgaria under 21 | Cronologia completa delle presenze e delle reti in nazionale ― Bulgaria under 21 |
| Data                                                                             | Città                                                                            | In casa                                                                          | Risultato                                                                        | Ospiti                                                                           | Competizione                                                                     | Reti                                                                             | Note                                                                             |
| -------------------------------------------------------------------------------- | -------------------------------------------------------------------------------- | -------------------------------------------------------------------------------- | -------------------------------------------------------------------------------- | -------------------------------------------------------------------------------- | -------------------------------------------------------------------------------- | -------------------------------------------------------------------------------- | -------------------------------------------------------------------------------- |
| 16-10-2018                                                                       | Differdange                                                                      | Lussemburgo under 21                                                             | 1 – 0                                                                            | Bulgaria under 21                                                                | Qual. Europeo Under-21 2019                                                      | -                                                                                | 66’                                                                              |
| 22-3-2019                                                                        | Marbella                                                                         | Irlanda del Nord under 21                                                        | 1 – 0                                                                            | Bulgaria under 21                                                                | Amichevole                                                                       | -                                                                                |                                                                                  |
| 25-3-2019                                                                        | Marbella                                                                         | Finlandia under 21                                                               | 0 – 1                                                                            | Bulgaria under 21                                                                | Amichevole                                                                       | -                                                                                |                                                                                  |
| Totale                                                                           |                                                                                  | Presenze                                                                         | 3                                                                                |                                                                                  | Reti                                                                             | 0                                                                                |                                                                                  |

## Palmarès

### Club

#### Competizioni nazionali
- Coppa di Bulgaria: 1

Slavia Sofia: 2017-2018
- Serie C: 1

Reggiana: 2022-2023 (girone B)